# Sant Climent de Cava
Sant Climent de Cava és una església del municipi de Cava (Alt Urgell) protegida com a bé cultural d'interès local.

## Descripció
És una església d'una sola nau orientada a ponent amb capçalera plana i coberta amb volta de canó que presenta dues llunetes afrontades. Al costat de la porta d'accés hi ha un arc faixó que reforça la volta de canó i que descansa sobre les dues pilastres encastades en els murs laterals de l'església.
A la capçalera hi ha les restes d'un retaule pintat que presenta tres fornícules, la del centre més gran. A la part baixa hi ha dues portes, la del costat nord dona accés a la sagristia i l'altra és falsa. El retaule està emmarcat per dos grans arcs faixons en degradació. Les imatges del retaule van ser cremades en la Guerra Civil. L'interior de l'església ha estat repicat i, per tant, es pot veure el parament intern, que és totalment irregular. La volta està arrebossada. Als peus de la nau hi ha un cor de fusta.
El parament extern -que havia estat arrebossat ara es troba a la vista- és irregular i a les cantonades hi ha grans carreus toscament desbastats més o menys quadrangulars. La coberta és de teula a doble vessant.
La porta d'accés és al centre de la façana oriental, formada per un arc de mig punt adovellat i al damunt té un ull de bou. Els murs laterals estan reforçats per un contrafort cadascun.
El campanar és una torre de planta quadrangular i aspecte robust adossada a la capçalera de l'església. S'hi accedeix des de la sagristia del temple comunicada amb la nau de l'església. La coberta és una teulada a doble vessant. La campana data de 1889.
Es tracta d'una església construïda en l'edat moderna possiblement en substitució de l'antiga medieval. No presenta tret estilístics que defineixin un estil concret.

## Història
La primera referència documental de l'església de Sant Climent de Cava la trobem en una acta testamentària de 1037. Fan referència però, a un temple anterior que es trobava a l'anomenat Camp Gran de Cava, a mig quilòmetre al nord de la població actual. No se sap en quin moment l'església va ser bastida en l'indret actual.
Entre els anys 1312 i 1314 agents de l'arquebisbe de Tarragona visiten les parròquies del bisbat d'Urgell. Entre les quals hi havia l'església parroquial de Cava.
Al llibre de visites del bisbat d'Urgell de 1575 l'església de Cava figura com a sufragània de la parròquia de Sant Martí d'Ansovell. Aquesta mateixa dada es repeteix en la visita que es produeix el 1758. Actualment l'església de Sant Climent de Cava continua depenent de l'església d'Ansovell, la qual és atesa pel rector de Sant Esteve d'Alàs.